# Paracoenia turbida
Paracoenia turbida är en tvåvingeart som först beskrevs av Charles Howard Curran 1927.  Paracoenia turbida ingår i släktet Paracoenia och familjen vattenflugor. Inga underarter finns listade i Catalogue of Life.